# Diocesi di Jequié
La diocesi di Jequié (in latino: Dioecesis Iequieana) è una sede della Chiesa cattolica in Brasile suffraganea dell'arcidiocesi di Vitória da Conquista. Nel 2023 contava 597.000 battezzati su 689.000 abitanti. È retta dal vescovo Paulo Romeu Dantas Bastos.

## Territorio
La diocesi comprende 24 comuni nella parte centro-orientale dello stato brasiliano di Bahia: Jequié, Aiquara, Apuarema, Boa Nova, Brejões, Cravolândia, Dário Meira, Irajuba, Itagi, Itagibá, Itaquara, Itiruçu, Jaguaquara, Jitaúna, Lafaiete Coutinho, Lajedo do Tabocal, Manoel Vitorino, Maracás, Marcionílio Souza, Mirante, Nova Itarana, Planaltino, Santa Inês e Ubaíra.
Sede vescovile è la città di Jequié, dove si trova la cattedrale di Sant'Antonio di Padova.
Il territorio si estende su 18.771 km² ed è suddiviso in 36 parrocchie.

## Storia
La diocesi è stata eretta il 7 novembre 1978 con la bolla Quo absolutius di papa Giovanni Paolo II, ricavandone il territorio dalle diocesi di Amargosa e di Vitória da Conquista (oggi arcidiocesi).
Originariamente suffraganea dell'arcidiocesi di San Salvador di Bahia, il 16 gennaio 2002 è entrata a far parte della provincia ecclesiastica dell'arcidiocesi di Vitória da Conquista.

## Cronotassi dei vescovi
Si omettono i periodi di sede vacante non superiori ai 2 anni o non storicamente accertati.
- Cristiano Jakob Krapf (7 novembre 1978 - 4 luglio 2012 ritirato)
- Ruy Gonçalves Lopes, O.F.M.Cap. (4 luglio 2012 - 10 luglio 2019 nominato vescovo di Caruaru)
- Paulo Romeu Dantas Bastos, dal 13 gennaio 2021

## Statistiche
La diocesi nel 2023 su una popolazione di 689.000 persone contava 597.000 battezzati, corrispondenti all'86,6% del totale.
| anno | popolazione | popolazione | popolazione | presbiteri | presbiteri | presbiteri | presbiteri                | diaconi | religiosi | religiosi | parrocchie |
| anno | battezzati  | totale      | %           | numero     | secolari   | regolari   | battezzati per presbitero | diaconi | uomini    | donne     | parrocchie |
| ---- | ----------- | ----------- | ----------- | ---------- | ---------- | ---------- | ------------------------- | ------- | --------- | --------- | ---------- |
| 1977 | 380.000     | 400.000     | 95,0        | 14         | 4          | 10         | 27.142                    |         | 10        | 13        | 13         |
| 1990 | 430.000     | 480.000     | 89,6        | 24         | 14         | 10         | 17.916                    |         | 10        | 20        | 17         |
| 1999 | 480.000     | 540.000     | 88,9        | 31         | 24         | 7          | 15.483                    |         | 7         | 26        | 23         |
| 2000 | 490.000     | 560.000     | 87,5        | 34         | 27         | 7          | 14.411                    |         | 7         | 29        | 25         |
| 2001 | 500.000     | 570.000     | 87,7        | 34         | 27         | 7          | 14.705                    |         | 7         | 28        | 27         |
| 2002 | 500.000     | 580.000     | 86,2        | 37         | 30         | 7          | 13.513                    |         | 7         | 26        | 28         |
| 2003 | 500.000     | 580.000     | 86,2        | 39         | 32         | 7          | 12.820                    |         | 7         | 26        | 28         |
| 2004 | 500.000     | 580.000     | 86,2        | 40         | 33         | 7          | 12.500                    |         | 7         | 19        | 28         |
| 2006 | 520.000     | 600.000     | 86,7        | 42         | 36         | 6          | 12.380                    |         | 6         | 23        | 29         |
| 2013 | 554.000     | 639.000     | 86,7        | 54         | 47         | 7          | 10.259                    |         | 7         | 30        | 35         |
| 2016 | 567.000     | 654.000     | 86,7        | 54         | 46         | 8          | 10.500                    |         | 8         | 29        | 37         |
| 2019 | 580.000     | 669.500     | 86,6        | 57         | 49         | 8          | 10.175                    |         | 8         | 29        | 37         |
| 2021 | 588.670     | 679.500     | 86,6        | 55         | 49         | 6          | 10.703                    | 5       | 6         | 17        | 36         |
| 2023 | 597.000     | 689.000     | 86,6        | 55         | 49         | 6          | 10.854                    | 5       | 6         | 17        | 36         |